# Il ristorante degli chef (prima edizione)
La prima edizione della versione italiana del talent show culinario Il ristorante degli chef è andata in onda dal 20 novembre al 19 dicembre 2018 su Rai 2.
I giudici di questa edizione sono gli chef stellati Andrea Berton, Philippe Léveillé e Isabella Potì. Non è presente nessun conduttore, e le prove vengono commentate dalla voce fuori campo di Laura Romano.

## Concorrenti
| Concorrente        | Età | Città/Origine         | Professione           | Posizione |
| ------------------ | --- | --------------------- | --------------------- | --------- |
| Valter Di Cecco    | 46  | Sydney                | Graphic designer      | 1°        |
| Annalisa D'Incecco | 38  | Pescara               | Disoccupata           | 2ª        |
| Viviana Spagnuolo  | 36  | Milano                | Consulente Aziendale  | 3ª        |
| Marco Pagani       | 37  | Lugo                  | Impiegato commerciale | 4°        |
| Laura Franchini    | 28  | San Giovanni Valdarno | Operaia               | 5ª        |
| Luca De Carli      | 40  | Como                  | Impiegato             | 6°        |
| Matteo di Cola     | 20  | Ladispoli             | Disoccupato           | 7°        |
| Cristiana Di Paola | 44  | Roma                  | Casalinga             | 8ª        |
| Sara Brancaccio    | 30  | Pisa                  | Consulente aziendale  | 9ª        |
| Francesca Pace     | 39  | Napoli                | Web Writer            | 10ª       |

## Prove
- La battaglia in cucina: In questa prova, ogni chef deve creare un piatto con un ingrediente base scelto dalla giuria. Al termine della prova, i due chef migliori saranno i capi brigata della prova successiva, i quali possono scegliere due assistenti tra gli avversari, mentre gli altri concorrenti che non sono stati scelti faranno i camerieri nella prova de La battaglia al ristorante.
- La battaglia al ristorante: In questa prova, gli chef divisi in due brigate e gli altri in versione di camerieri, devono affrontarsi in un servizio di ristorazione con 40 coperti organizzando un menù su un tema scelto dai giudici per soddisfare la clientela in tre ore, fra cui vi sono anche ospiti VIP a sorpresa. A rotazione poi, uno dei giudici farà l'Executive Chef e controllerà tutto l'operato di chef e camerieri. Al termine della prova, tutto il servizio verrà valutato dai giudici tenendo conto del numero di ordinazioni per le due proposte, della qualità dei menù e della gestione di cucina e servizio. Alla brigata vincente, verranno date un massimo di tre stelle, di cui una per il maggior numero di ordinazioni, un'altra da un tavolo food blogger e un'altra ancora dai giudici oltre alla possibilità per il capo brigata di nominare un assistente che passerà direttamente alla puntata successiva.
- La battaglia finale: In questa prova eliminatoria, gli chef che hanno fatto da camerieri, insieme a quelli della brigata perdente e allo chef non salvato dal capo brigata vincente nella prova precedente si giocheranno la propria permanenza nel gioco cucinando un piatto con un ingrediente base scelto dalla giuria. Al termine della prova, il concorrente peggiore sarà eliminato.

## Dettaglio delle puntate

### Prima puntata
Data: martedì 20 novembre 2018

La prima puntata ha visto 80 aspiranti chef sfidarsi per entrare nel ristorante degli chef e conquistare i 10 posti disponibili.
- Prima prova (Cavallo di battaglia): In questa prova, gli 80 aspiranti chef dovevano portare il loro piatto forte e poi completarlo in tre minuti per sottoporlo all'assaggio dei giudici. Al termine della manche, tutti gli chef dovevano girare il piatto nella propria postazione e se trovavano sul fondo il logo della trasmissione passavano il turno, altrimenti, venivano eliminati definitivamente dal gioco. In questa fase, degli 80 aspiranti chef ne sono passati in 40.
- Seconda prova (Piatto espresso): In questa prova, i 40 chef che hanno passato la prima fase, dovevano cucinare in una cucina divisi in cinque gruppi un loro piatto in 25 minuti. Al termine della preparazione, tutti i piatti sono stati assaggiati dai giudici al buio senza sapere chi li ha preparati, poi, finita la prova dei 40 aspiranti chef passavano il turno i migliori 20.
- Terza prova (La rivisitazione): In questa prova, i migliori 20 aspiranti chef, divisi in cinque file da 4, dovevano preparare in un'ora di tempo la rivisitazione di uno dei seguenti piatti: risotto alla milanese; spaghetti alla carbonara; parmigiana di melanzane; tiramisù e lasagna. Al termine della prova, tutti i piatti sono stati assaggiati da parte dei giudici e per ogni fila sono stati scelti i 10 concorrenti che prendevano parte alla gara de "Il ristorante degli chef".

### Seconda puntata
Data: martedì 27 novembre 2018

- La battaglia in cucina: In questa prova, gli chef hanno dovuto creare in 45 minuti un piatto a base di uno dei tre ingredienti del cuore scelti dai giudici: il burro (Léveillé); il riso (Berton); i limoni (Potì). A cucinare i piatti con l'ingrediente protagonista della prova sono stati i giudici, i quali hanno assegnato a Laura, Marco, Cristiana e Matteo il burro; Annalisa, Sara e Viviana i limoni; Francesca, Valter e Gianluca il riso.
  - Piatti migliori: Pollo Biryani (Valter), Come il sole all'improvviso (Viviana)
- La battaglia al ristorante: All'inizio di questa prova, gli chef divisi in brigate hanno dovuto elaborare in 15 minuti un menù con tema Le mie origini.
- Ospiti: Roberta Lanfranchi, Rossella Brescia, Samuela Sardo; Marzia Roncacci, Francesca Nocerino, Fabio Chiucconi e Luca Salerno (Tg2); Sandra Milo e il figlio Ciro De Lollis
  - Brigata migliore: Valter, Cristiana, Francesca. Valter come capo brigata sceglie di dare l'immunità a Cristiana.
  - Brigata peggiore: Viviana, Laura, Annalisa
- La battaglia finale: In questa prova, gli chef peggiori delle due prove precedenti hanno dovuto realizzare a mano in 15 minuti i tre formati di pasta fresca all'uovo tra cui: le tagliatelle, gli strozzapreti e le orecchiette con tre panetti già pronti sul tavolo di lavoro. Terminata questa prima fase della gara, sono stati chiamati i tre chef migliori, che insieme a tutti gli altri con le tagliatelle preparate hanno dovuto fare in 20 minuti un piatto che esalti le qualità della pasta, con la migliore dei tre che ha avuto cinque minuti di tempo in più nella preparazione. Al termine della manche, lo chef peggiore è stato eliminato.
  - Eliminata: Nido d'autunno (Francesca)

### Terza puntata
Data: martedì 4 dicembre 2018
- La battaglia in cucina: In questa prova, gli otto chef rimasti in gara, in un'ora di tempo hanno dovuto preparare un piatto fusion coniugando una specialità della cucina italiana ed un'altra di quella internazionale o tra piatti di diversa nazionalità, traendo ispirazione anche dallo chef ospite della prova. Al termine della manche, tutti i piatti sono stati assaggiati dai giudici e dallo chef ospite e il concorrente peggiore è stato eliminato.
- Ospite: Roy Caceres
  - Piatti migliori: Sognando il Giappone passando dall'India (Laura), Dal passato al futuro (Annalisa)
  - Piatti peggiori: Ricordo di un raviolo (Cristiana), Curry confusion (Sara), Il rosso in trasferta (Viviana)
  - Eliminata: Sara
- La battaglia al ristorante: All'inizio di questa prova, gli chef divisi in brigate hanno dovuto elaborare in 15 minuti un menù con tema la cucina napoletana.
- Ospiti: Michelangelo Tommaso, Alberto Rossi, Giorgia Gianetiempo, Marina Tagliaferri, Luca Turco, Samanta Piccinetti (cast di Un posto al sole); Francesca Chillemi, Giovanni Ciacci
  - Brigata migliore: Annalisa, Marco, Valter. Annalisa come capo brigata sceglie di dare l'immunità a Marco.
  - Brigata peggiore: Laura, Matteo, Luca
- La battaglia finale: In questa prova, gli chef peggiori delle due prove precedenti, hanno dovuto sfilettare in 10 minuti uno scorfano imparando la tecnica dallo chef Berton. Al termine della prima parte di questa prova, il migliore ha avuto la possibilità di suonare un campanello e chiedere l'aiuto dello chef ospite per 5 minuti nella seconda parte della prova. Nella seconda parte, con lo scorfano avanzato gli chef hanno dovuto preparare in 45 minuti un piatto utilizzando vari metodi di cottura tra cui: vasocottura, griglia, sottovuoto, al vapore, al forno o la frittura. Terminata la manche, tutti i piatti sono stati assaggiati al buio senza sapere lo chef che l'ha cucinato, poi, finiti gli assaggi lo chef che ha cucinato il piatto peggiore è stato eliminato.
- Ospite: Gianfranco Pascucci
  - Eliminata: Vellutata di scorfano (Cristiana)

### Quarta puntata
Data: martedì 11 dicembre 2018
- La battaglia in cucina: In questa prova, i sette chef rimasti ancora in gara dovevano preparare in un'ora un piatto con un ingrediente preferito portato da uno degli amici o parenti dello stesso. Al termine della prova, tutti i piatti sono stati sottoposti agli assaggi e sono stati eletti i migliori che facevano da capi brigata. Il concorrente che non è stato scelto, nella prova successiva faceva da commis, occupandosi delle pulizie e dell'ordine del ristorante senza aver voce in capitolo sulla preparazione dei piatti, passando ogni mezz'ora da una brigata all'altra.
  - Piatti migliori: Ritornerai (Viviana), Il bell'anatroccolo (Annalisa)
- La battaglia al ristorante: All'inizio di questa prova, gli chef divisi in brigate hanno dovuto elaborare in 15 minuti un menù con tema Una cena d'autunno. Inoltre, come imprevisto i giudici rispetto alla scelta iniziale degli chef vincitori della prova precedente ha deciso di mischiare le brigate.
- Ospiti: Eva Grimaldi, Roberta Garzia, Patrizia Rossetti, Maria Teresa Ruta (ex concorrenti di Pechino Express); Manuela Villa, Vittoria Schisano (il Bagaglino); Marisa Laurito, Fabio Troiano, Tino Vittorello
  - Brigata migliore: Annalisa, Matteo, Luca. Annalisa come capo brigata sceglie di dare l'immunità a Luca.
  - Brigata peggiore: Viviana, Valter, Laura
- La battaglia finale: In questa prima parte di prova, gli chef peggiori delle prove precedenti dovevano riconoscere 10 tagli di interiora di carne in un minuto e poi un altro minuto per scrivere su una lavagna i tagli riconosciuti che erano: trippa sbianchita, cuore, fegato, rognone, cervello, milza, animelle, diaframma, rigaglie, schienali. Gli chef che hanno indovinato il maggior numero di quinti quarti, hanno potuto scegliere per primi i due quinti quarti da cucinare, poi, hanno dovuto assegnare due frattaglie da cucinare agli avversari. I piatti a base di quinto quarto dovevano essere preparati in 45 minuti e al termine della gara, tutte le pietanze sono state assaggiate dai giudici, dove il peggiore è stato eliminato, mentre il migliore ha avuto un vantaggio nella prova de La battaglia in cucina.
- Ospite: Diego Rossi
  - Piatto migliore: Non cercar rogne, usa il cervello (Viviana)
  - Eliminato: Rigaglie e milza (Matteo)

### Quinta puntata
Data: martedì 18 dicembre 2018

- La battaglia in cucina: In questa prova divisa in due parti, i sei chef rimasti in gara nella prima parte della gara in un'ora di tempo hanno dovuto replicare in coppia un piatto preparato dai tre giudici: Uovo estremamente freddo (chef Potì); Alice nel giardino delle meraviglie (chef Léveillé); Brodo di prosciutto crudo con merluzzo sfogliato (chef Berton). Le coppie erano composte da: Viviana e Valter; Annalisa e Luca; Marco e Laura. Al termine di questa prima parte di gara per ogni coppia c'era un migliore e un peggiore, inoltre, lo chef che aveva vinto la battaglia finale della scorsa puntata ha potuto scegliere il suo compagno e la formazione delle altre due coppie, poi, a scegliere il piatto da replicare ogni concorrente doveva estrarre da un ceppo di coltelli uno dei tre coltelli con scritto il nome dello chef che ha preparato il piatto. Nella seconda parte della gara, i tre peggiori dovevano prendere in un minuto, uno alla volta, alcuni dei 15 ingredienti provenienti da varie parti del mondo scritti su un taccuino (daikon, carambola, curcuma, ampalaya, rambutan, mangostano, tamarindo, cerimonia, lemon grass, okra, durian, dragon fruit, alchechengi, aneto, platano) che si trovavano all'interno del mercato. Lo chef che ha preso il maggior numero di ingredienti ha avuto come vantaggio quello di  salvarsi e qualificarsi per la manche successiva, mentre gli altri hanno dovuto preparare un piatto con gli ingredienti esotici indicati dai giudici in 40 minuti, poi, al termine della sfida lo chef che ha cucinato il piatto peggiore è stato eliminato.
  - Piatti migliori: Brodo di prosciutto crudo con merluzzo sfogliato (Viviana), Alice nel giardino delle meraviglie (Annalisa), Uovo estremamente freddo (Laura)
  - Concorrenti peggiori: Valter, Luca, Marco
  - Eliminato: One night in Japan (Luca)

Nella seconda battaglia in cucina, i cinque chef rimasti in gara hanno dovuto riempire un carrello di dolci di natale, preparandoli in tre ore. Al termine della prova, lo chef che ha composto il carrello nella maniera peggiore è stato eliminato.
- - Concorrente migliore: Annalisa
  - Eliminata: Laura

- La battaglia al ristorante: Prima di iniziare la prova, la concorrente migliore della prova precedente ha fatto da capo brigata e ha potuto scegliere uno dei altri a fare da assistente e chi degli altri avversari doveva fare da capo brigata. Inoltre, hanno dovuto elaborare in 15 minuti un menù con tema La vigilia di Natale.
- Ospiti: il cast de Il paradiso delle signore; Giancarlo Magalli, Massimiliano Rosolino e Natalia Titova con le figlie, Veronica Maya con il figlio, Milena Baldassarri, Paolo Marchi
  - Brigata migliore: Annalisa e Viviana. Annalisa in qualità di capo brigata vincente, si qualifica direttamente al servizio finale, mentre il compagno ha avuto un vantaggio nella prova successiva.
  - Brigata peggiore: Marco e Valter

Finale
- La battaglia in cucina: In questa prova, i tre chef rimasti ancora in gara, hanno dovuto preparare in un'ora di tempo un piatto con uno dei tre ingredienti più pregiati al mondo: tartufo bianco, foie gras e aragosta. Lo chef che ha fatto parte della brigata vincente nella prova precedente ha potuto scegliere quale ingrediente principale cucinare e quale assegnare ai suoi avversari. Al termine della sfida, tutti i piatti sono stati sottoposti all'assaggio da parte dei giudici, e lo chef peggiore è stato eliminato.
  - Piatto migliore: Ci vuole del fegato a osare in finale (Viviana)
  - Eliminato: Tartufando (Marco)
- Il duello: In questa prova, i due chef rimasti ancora in gara, hanno dovuto preparare un piatto a base di patate in un'ora di tempo e metterlo dentro una teca. Al termine della prova, tutti i piatti sono stati assaggiati dai giudici e il peggiore è stato eliminato.
  - Concorrente migliore: Orgoglio (Valter)
  - Eliminata: Il primo amore non si scorda mai (Viviana)
- La battaglia finale: In questo scontro finale, il vincitore delle prove precedenti e la finalista della puntata scorsa hanno dovuto affrontare il servizio al ristorante e preparare in 15 minuti un proprio Signature Menu composto da antipasto, primo, secondo e dolce. Inoltre, per comporre la propria brigata, i concorrenti hanno potuto scegliere due tra gli ex concorrenti. Le brigate erano così composte: Valter, Sara e Luca oltre a chef Léveillé; Annalisa, Cristiana e Laura oltre a chef Potì. A determinare la vittoria della prima edizione del programma, sono state concesse un massimo di sette stelle, di cui: la prima è stata data dalla brigata che ha avuto il maggior numero di ordinazioni, la seconda dal tavolo dei food blogger, la terza dalle preferenze dei VIP in sala, la quarta dal giudizio di uno chef ospite e le altre tre stelle verranno data ognuno dai giudici. Lo chef che aveva raggiunto il maggior numero di stelle, ha vinto la prima edizione de Il ristorante degli chef.
- Ospiti: Rosanna Vaudetti, Gabriella Farinon, Mariolina Cannuli, Paola Perissi (Signorine buonasera); Rocío Muñoz Morales, Martina Stella, Carmen Russo ed Enzo Paolo Turchi
- Chef ospite: Andrea Aprea
  - Vincitore: Valter

## Ascolti
| Puntata       | Messa in onda    | Telespettatori | Share | Fonte |
| ------------- | ---------------- | -------------- | ----- | ----- |
| 1             | 20 novembre 2018 | 1.137.000      | 5,37% | [ 5 ] |
| 2             | 27 novembre 2018 | 668.000        | 2,83% | [ 6 ] |
| 3             | 4 dicembre 2018  | 611.000        | 2,75% | [ 7 ] |
| 4             | 11 dicembre 2018 | 349.000        | 2,93% | [ 8 ] |
| 5             | 18 dicembre 2018 | 531.000        | 2,97% |       |
| Media Auditel | Media Auditel    | 659.200        | 3,37% |       |